# Exequiel Zeballos
Exequiel Zeballos, né le 24 avril 2002 à Santiago del Estero en Argentine, est un footballeur argentin qui évolue au poste d'ailier gauche à Boca Juniors.

## Biographie

### Boca Juniors
Natif de Santiago del Estero en Argentine, Exequiel Zeballos est formé dans l'un des plus importants club du pays, Boca Juniors. Dès ses quinze ans il fait parler de lui comme étant l'un des grands espoirs du club. En décembre 2018 il signe son premier contrat professionnel, à seulement 16 ans, le liant avec le club jusqu'en juin 2022.
Il fait sa première apparition en Copa Libertadores le 5 mai 2021, face aux équatoriens du Barcelona SC. Il entre en jeu à la place de Leonardo Jara lors de cette rencontre perdue par son équipe sur le score de un but à zéro.
Zeballos inscrit son premier but en professionnel le 12 décembre 2021, lors d'une rencontre de championnat face au Central Córdoba. Il est titularisé et participe à la large victoire de son équipe (8-1 score final).
Le 19 août 2023, Zeballos se fait remarquer en marquant un but et délivrant une passe décisive face au CA Platense, en championnat. Il permet à son équipe de s'imposer par trois buts à un.

### En sélection
Avec les moins de 17 ans, Exequiel Zeballos participe au championnat sud-américain moins de 17 ans en 2019. Lors de cette compétition organisée au Pérou, il joue huit matchs. Il s'illustre en inscrivant un but face à la Colombie le 24 mars, contribuant ainsi à la victoire de son équipe (2-1). Il délivre également une passe décisive lors de la dernière rencontre disputée face à l'Équateur le 15 avril (défaite 4-1). Avec un bilan de cinq victoires, deux nuls et deux défaites, l'Argentine remporte le tournoi.
Quelques mois plus tard, il dispute la Coupe du monde des moins de 17 ans organisée au Brésil. Lors du mondial junior, il joue trois matchs. Il se met en évidence lors du match de poule contre le Cameroun, en délivrant une passe décisive au profit de son coéquipier Juan Pablo Krilanovich. Par la suite, en huitièmes de finale, il est l'auteur d'un but contre le Paraguay. Toutefois, l'Argentine se voit éliminée en s'inclinant 3-2.

## Statistiques
| Saison                | Club                  | Championnat           | Championnat | Championnat | Championnat | Coupe nationale | Coupe nationale | Coupe nationale | Coupe de la Ligue | Coupe de la Ligue | Coupe de la Ligue | Compétition(s) continentale(s) | Compétition(s) continentale(s) | Compétition(s) continentale(s) | Compétition(s) continentale(s) | Total | Total | Total |
| Saison                | Club                  | Division              | M.          | B.          | P.d.        | M.              | B.              | P.d.            | M.                | B.                | P.d.              | Comp.                          | M.                             | B.                             | P.d.                           | M.    | B.    | P.d.  |
| 2021                  | Boca Juniors          | Primera División      | -           | -           | -           | -               | -               | -               | 2                 | 0                 | 0                 | CL                             | 1                              | 0                              | 0                              | 3     | 0     | 0     |
| Sous-total            | Sous-total            | Sous-total            | -           | -           | -           | -               | -               | -               | 2                 | 0                 | 0                 | -                              | 1                              | 0                              | 0                              | 3     | 0     | 0     |
| Total sur la carrière | Total sur la carrière | Total sur la carrière | -           | -           | -           | -               | -               | -               | 2                 | 0                 | 0                 | -                              | 1                              | 0                              | 0                              | 3     | 0     | 0     |

## Palmarès
- Vainqueur du championnat de la CONMEBOL des moins de 15 ans en 2017 avec l'équipe d'Argentine des moins de 15 ans
- Vainqueur du championnat de la CONMEBOL des moins de 17 ans en 2019 avec l'équipe d'Argentine des moins de 17 ans